# Norman Gilroy
Sir Norman Thomas Gilroy KBE (22. ledna 1896 Glebe, Kolonie Nový Jižní Wales – 21. října 1977 Lewisham, Sydney, Nový Jižní Wales, Austrálie) byl australský biskup. Byl prvním kardinálem římskokatolické církve narozeným v Austrálii.

## Počátky života a kněžské služby
Narodil se v Sydney dělnickým rodičům irského původu. Vzdělával se na Marist Brothers' College na sydneyském předměstí Kogarah, ve 13 letech školu opustil a začal pracovat jako poslíček na tehdejším ministerstvu pošt. V roce 1914 mu rodiče odmítli povolit vstup do australské armády, ale bylo mu umožněno přihlásit se do dopravní služby jako telegrafista. Austrálii opustil v únoru 1915 a v roce 1915 sloužil v gallipolském tažení první světové války jako operátor námořní radiostanice na lodi Hessen u Gallipoli a Imbrosu.
Po návratu do Austrálie v srpnu 1915 dostal příkaz pokračovat v práci telegrafisty u pošty. Projevil zájem stát se knězem a v roce 1917 začal studovat v St Columba's ve Springwoodu a od roku 1919 pokračoval ve studiu na Urbanianu v Římě. Na kněze pro diecézi Lismore byl vysvěcen 24. prosince 1923 v římské bazilice San Giovanni in Laterano arcibiskupem Filippo Bernardinim CSsR a následujícího roku získal v Římě doktorát z teologie.
Po návratu do Austrálie v roce 1924 byl Gilroy jmenován spolupracovníkem Apoštolské delegace v Sydney, v jejímž čele v tomto roce stanul arcibiskup Bartolomeo Cattaneo, který byl nakloněn jmenování kněží australského původu biskupy v Austrálii. Po šesti letech v této funkci se Gilroy vrátil do Lismore a stal se kancléřem a sekretářem biskupa.

## Biskupská služba

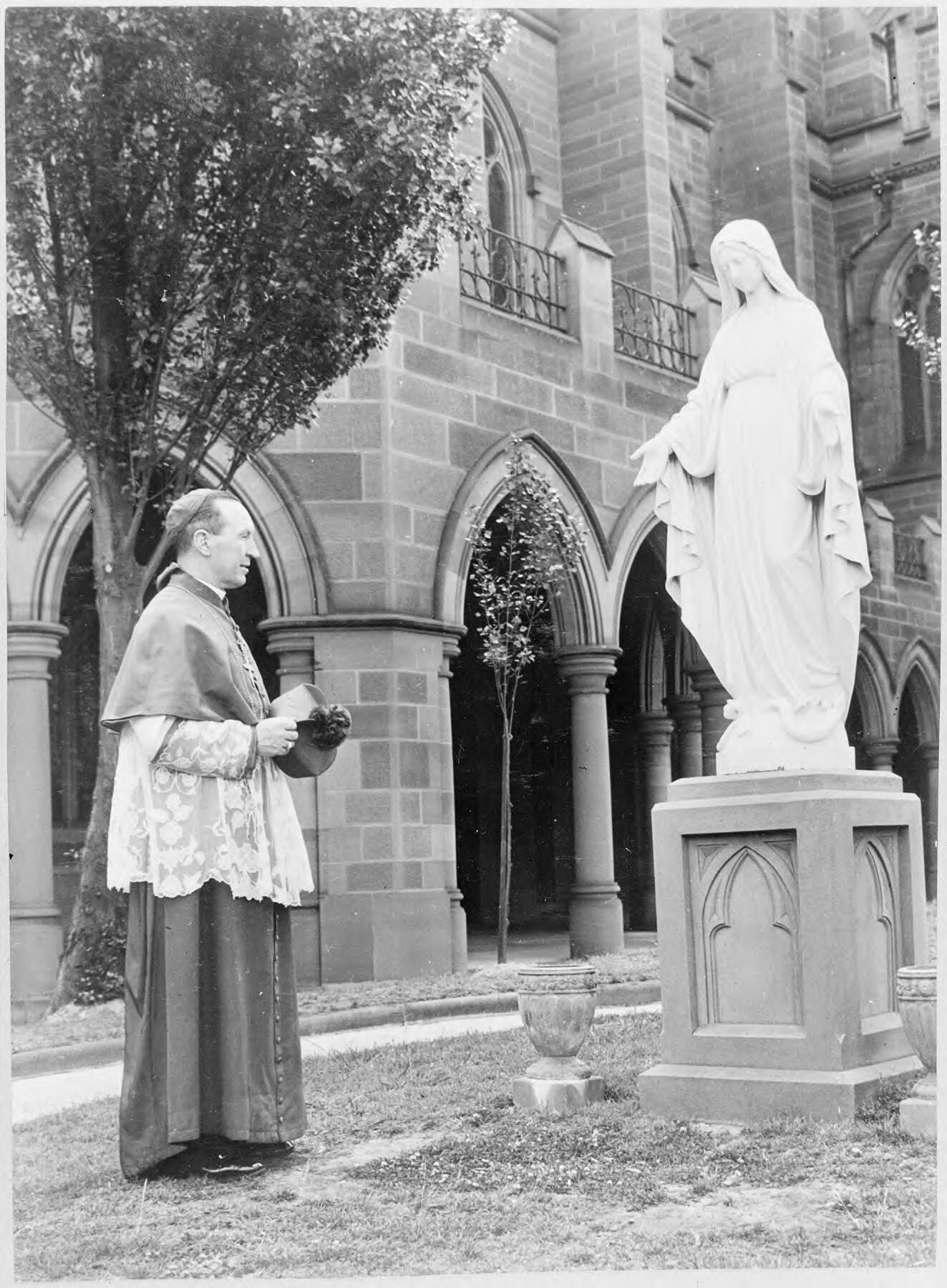
Gilroy kolem roku 1955, jak stojí před sochou Panny Marie

V prosinci 1934 byl jmenován biskupem v Port Augustě v Jižní Austrálii, kde získal zkušenosti s řešením pastoračních problémů, které mu měly dobře posloužit v jeho pozdější funkci. Biskupské svěcení přijal na den svatého Patrika v roce 1935, hlavním světitelem byl arcibiskup Filippo Bernardini.
V roce 1937 se stal koadjutorem arcibiskupa v Sydney a titulárním arcibiskupem v Argyranthemu. Po smrti arcibiskupa Michaela Kellyho nastoupil Gilroy 18. března 1940 do sydneyské arcidiecéze.
18. února 1946 byl papežem Piem XII. jmenován kardinálem a byl mu přidělen titul kardinála-kněze Santi Quattro Coronati, čímž se stal prvním členem kardinálského kolegia narozeným v Austrálii.
11. ledna 1953 položil základní kámen národní svatyně Matky ustavičné pomoci na Filipínách.
Zúčastnil se papežského konkláve v roce 1958, kdy byl zvolen Jan XXIII., a papežského konkláve v roce 1963, kdy byl zvolen Pavel VI.
Gilroy byl v roce 1969 povýšen do rytířského stavu. Byl prvním římskokatolickým kardinálem, který obdržel rytířský titul od dob anglické reformace. V roce 1970 byl jmenován Australanem roku. V červenci 1971 rezignoval na funkci arcibiskupa v Sydney a v roce 1977 zemřel v Sydney ve věku 81 let. Jeho nástupcem se stal James Darcy Freeman.
Jako arcibiskup Gilroy prosazoval přísnou kázeň v souladu s Kodexem kanonického práva u svých duchovních, kteří se za starého Kellyho stali laxnějšími. Tím si získal pověst „železného muže“. Vždy zachovával přísná měřítka, ale projevoval soucit s těmi, kteří je nedodržovali.
Velkou část své energie věnoval zajišťování kostelů a škol pro své stádce. V roce 1971 měl 366 škol se 115 704 žáky, v nichž pracovalo 751 řeholních bratří a 2 992 řeholnic a laických učitelů. Nepodařilo se mu uskutečnit svůj plán na založení katolické univerzity, ale do jisté míry uspěl se svým projektem na založení teologické fakulty v Manly.
Při rozkolu Australské strany práce v roce 1954 došlo k výraznému názorovému rozdílu mezi Gilroyem a melbournským arcibiskupem Danielem Mannixem, který podporoval „Hnutí“ B. A. Santamarii (biskupem sponzorované Katolické sociální hnutí). Gilroy se vyhýbal přímým politickým komentářům a domníval se, že církev by se neměla zapojovat do politiky. Stejně jako většina ostatních irských katolíků v Sydney však vyrůstal jako stoupenec Labour Party. Navíc byl důvěrníkem římskokatolického labouristického premiéra Nového Jižního Walesu Josepha Cahilla. Ten se rozhodně postavil proti Santamariovým aktivitám a zakázal distribuci literatury jeho hnutí v sydneyských kostelech. Díky úzkému vztahu mezi Gilroyem a Cahillem nedošlo k rozkolu v labouristické straně Nového Jižního Walesu, jako tomu bylo ve Victorii a Queenslandu.
V roce 2017 vyšla u příležitosti 40. výročí kardinálovy smrti první rozsáhlejší Gilroyova biografie. Její autor John Luttrell FMS byl oceněn za „svěží výzkum... a skutečný portrét muže, který se z poštovního úředníka stal knížetem církve.“

## Odkaz
V roce 1980 byla otevřena Gilroy College, střední škola v severozápadní části Sydney, která nese jeho jméno. Tato škola převzala Gilroyovo osobní motto „Kristus je mé světlo“ jako oficiální motto školy. V roce 2004 oslavila Gilroy College 25. výročí svého založení jako školské komunity.